# Stenus longitarsis
Stenus longitarsis är en skalbaggsart som beskrevs av Thomson 1851. Stenus longitarsis ingår i släktet Stenus, och familjen kortvingar. Enligt den finländska rödlistan är arten sårbar i Finland. Arten är reproducerande i Sverige. Artens livsmiljö är strandängar vid sötvatten.